# Antonio Gaspari
Antonio Gaspari (Antonio Domenico Gaspari ; 1656 – 1723) est un architecte italien actif à la fin du Baroque, actif en Vénétie, et en particulier à Venise. 

## Biographie
Élève de Baldassare Longhena, lors de la mort de son maître en 1682, il complète certains de ses projets, dont l'œuvre la plus célèbre, l'imposante église de Santa Maria della Salute. Antonio Gaspari est probablement mort dans sa ferme en Castelguglielmo, dans le Polesine. Un de ses fils, Giovanni Paolo Gaspari (de) (1712-1775), était un peintre actif principalement en Allemagne.

## Travaux
- Église Santa Maria della Fava, Venise
- Ca' Zenobio degli Armeni, Venise
- Église Santa Sofia, Venise (reconstruction)
- Église San Marcuola, Venise (à titre posthume, incomplète)
- Église San Canciano (restauration)
- Ca' Barbaro a San Vidal, Venise (élargissement)
- Palais Michiel dalle Colonne, Venise (restauration)
- Villa Giovanelli Colonna (en), Noventa Padovana
- Duomo Abbaziale di Santa Tecla (en) à Este
- Palazzo Capitanale, Lavis (élargissement)

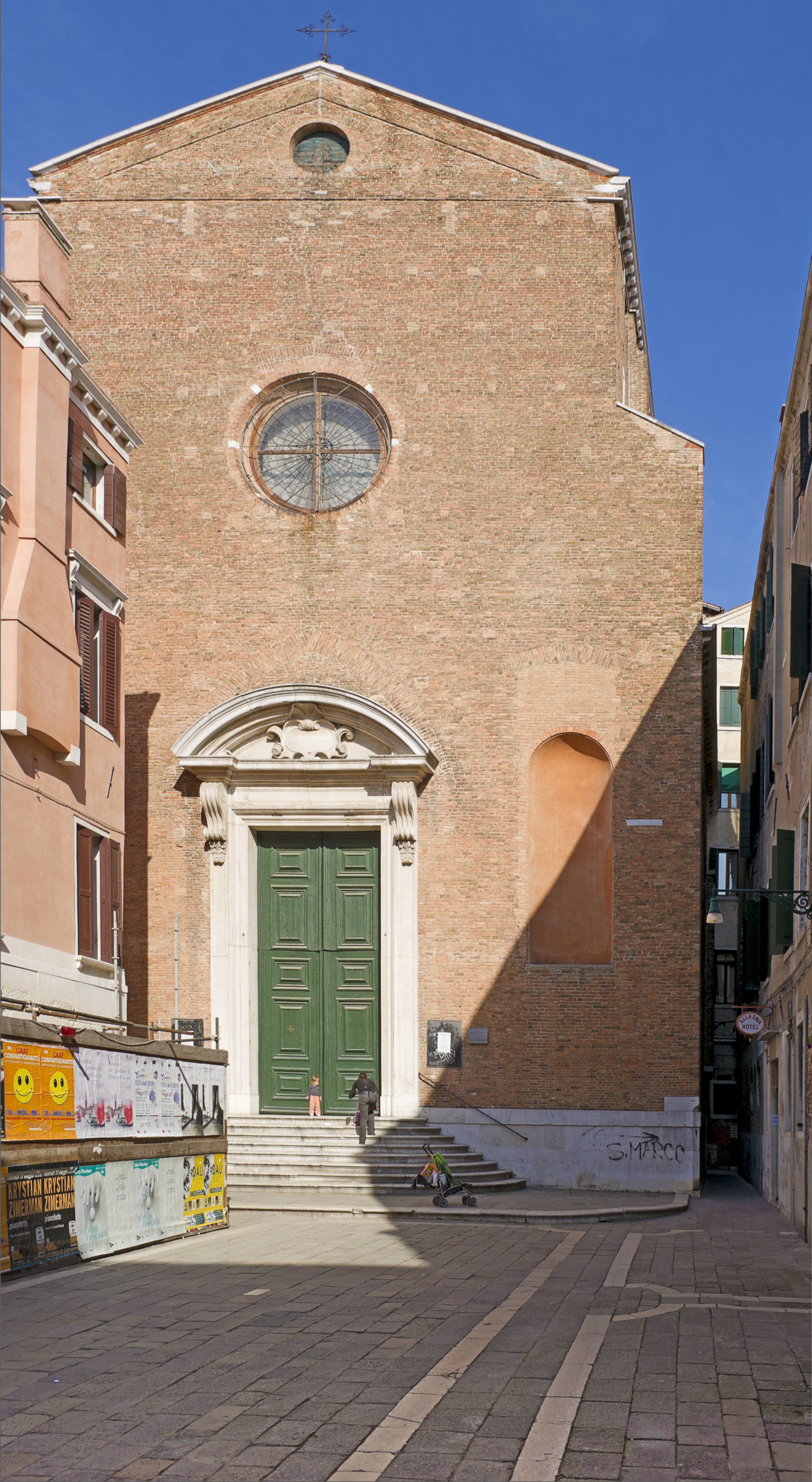
Eglise de Santa Maria della Fava.
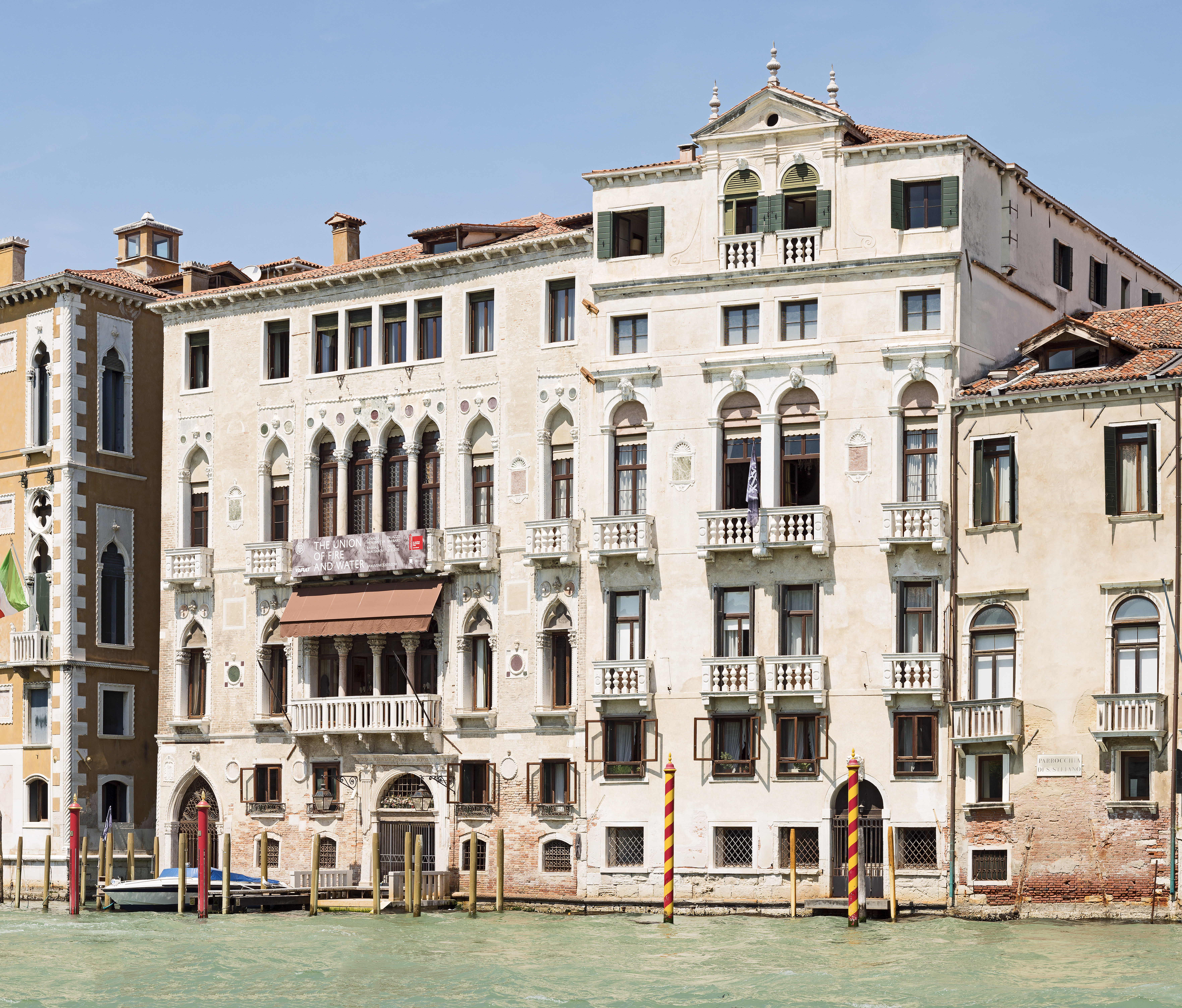
Palazzo Barbaro a San Vidal.
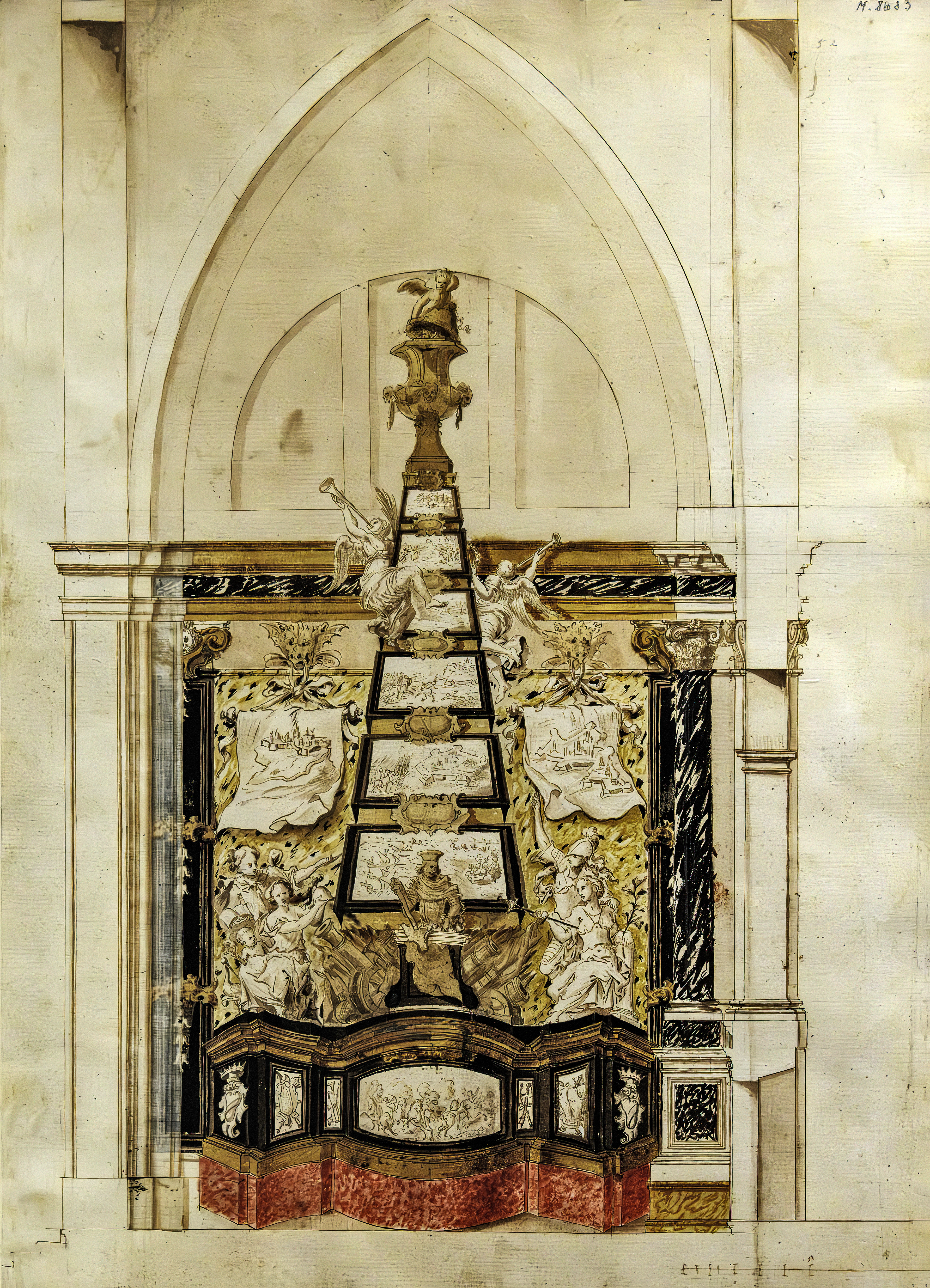
Premier projet pour le monument funéraire du doge Francesco Morosini - Musée Correr.
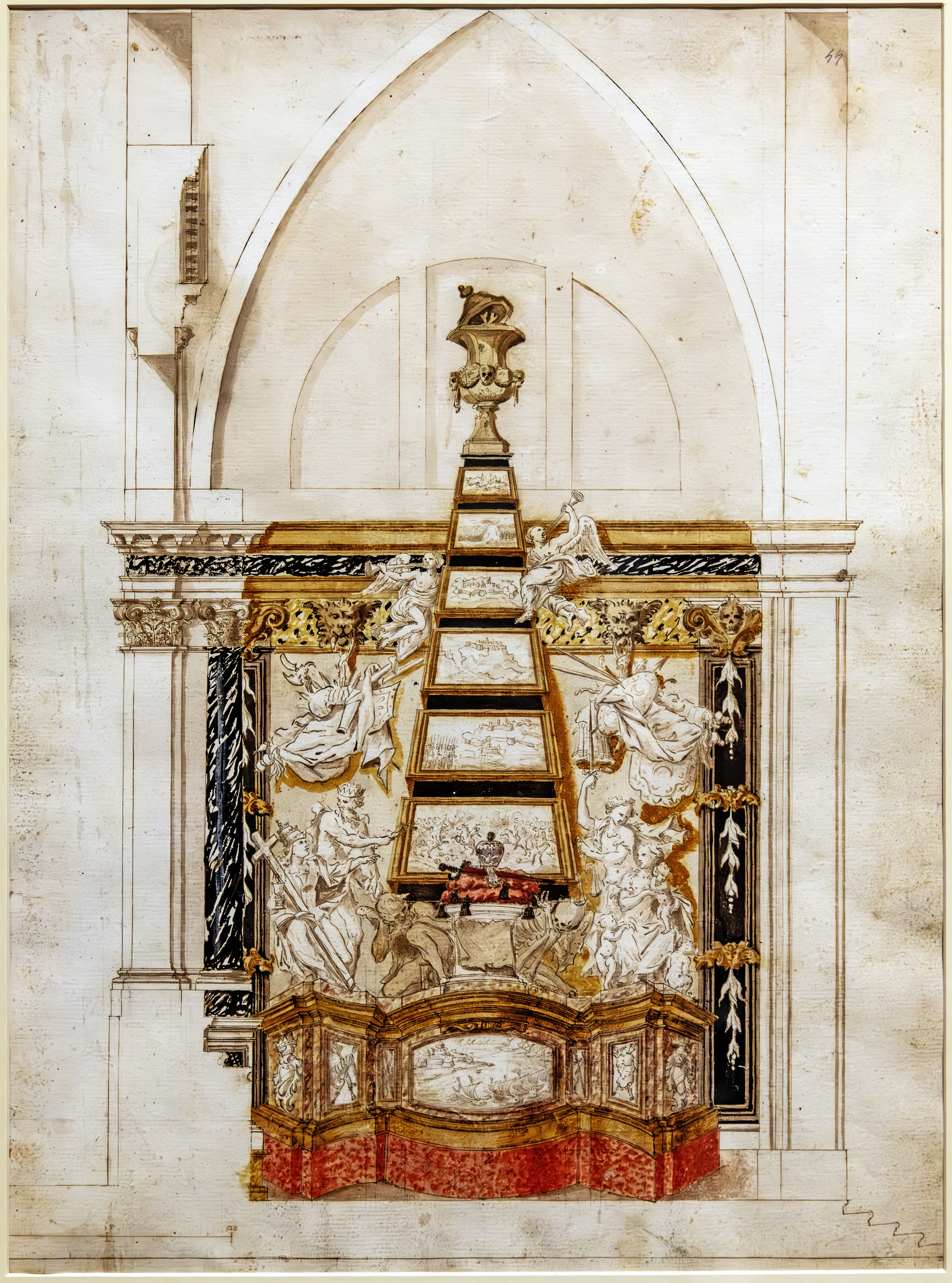
Second projet pour le monument funéraire du doge Francesco Morosini - Musée Correr.